# Ясенково
Я́сенково (болг. Ясенково) — село в Шуменській області Болгарії. Входить до складу общини Венець.

## Населення
За даними перепису населення 2011 року у селі проживали 1965 осіб.
Національний склад населення села:
| Національність   | Кількість осіб | Відсоток |
| ---------------- | -------------- | -------- |
| турки            | 1664           | 93,9%    |
| цигани           | 83             | 4,7%     |
| болгари          | 18             | 1,0%     |
| Всього відповіли | 1772           |          |

Розподіл населення за віком у 2011 році:
Динаміка населення: